# Gösing (Berg)
Der Gösing ist ein 898 m ü. A. hoher Berg der Gutensteiner Alpen und liegt nordwestlich von Ternitz am Eingang zum Naturpark Sierningtal im südlichen Niederösterreich. Nördlich des Gipfels befindet sich die ganzjährig an Wochenenden geöffnete Neunkirchner Hütte der Naturfreunde Österreichs. Nordöstlich des Gipfels liegt die Flatzer Wand.

## Routen zum Gipfel
Es gibt zwei markierte, unschwierige Anstiege durch den Wald:
- von Osten aus Ternitz über Kindlwald zum Gipfel (rote Markierung, ca. 2 Stunden)
- von Norden aus Stixenstein, Flatz oder Ternitz über die Neunkirchner Hütte und Kranzstetten zum Gipfel.

## Höhlen
Folgende Höhlen finden sich am Süd- und Westhang des Gösings:
- Warme Lucke 1861/22 (am Südhang, Lage)
- Heisserloch 1861/19 (bei Sieding)
- Pecherwände-Kriechgang
- Warme Lucke
- Heisserloch
- Komisches Loch
- Schafloch
- Gösingkluft
- Heahnakräuln
- Stufenkluft
- Pechhäferlhöhle

## Bilder

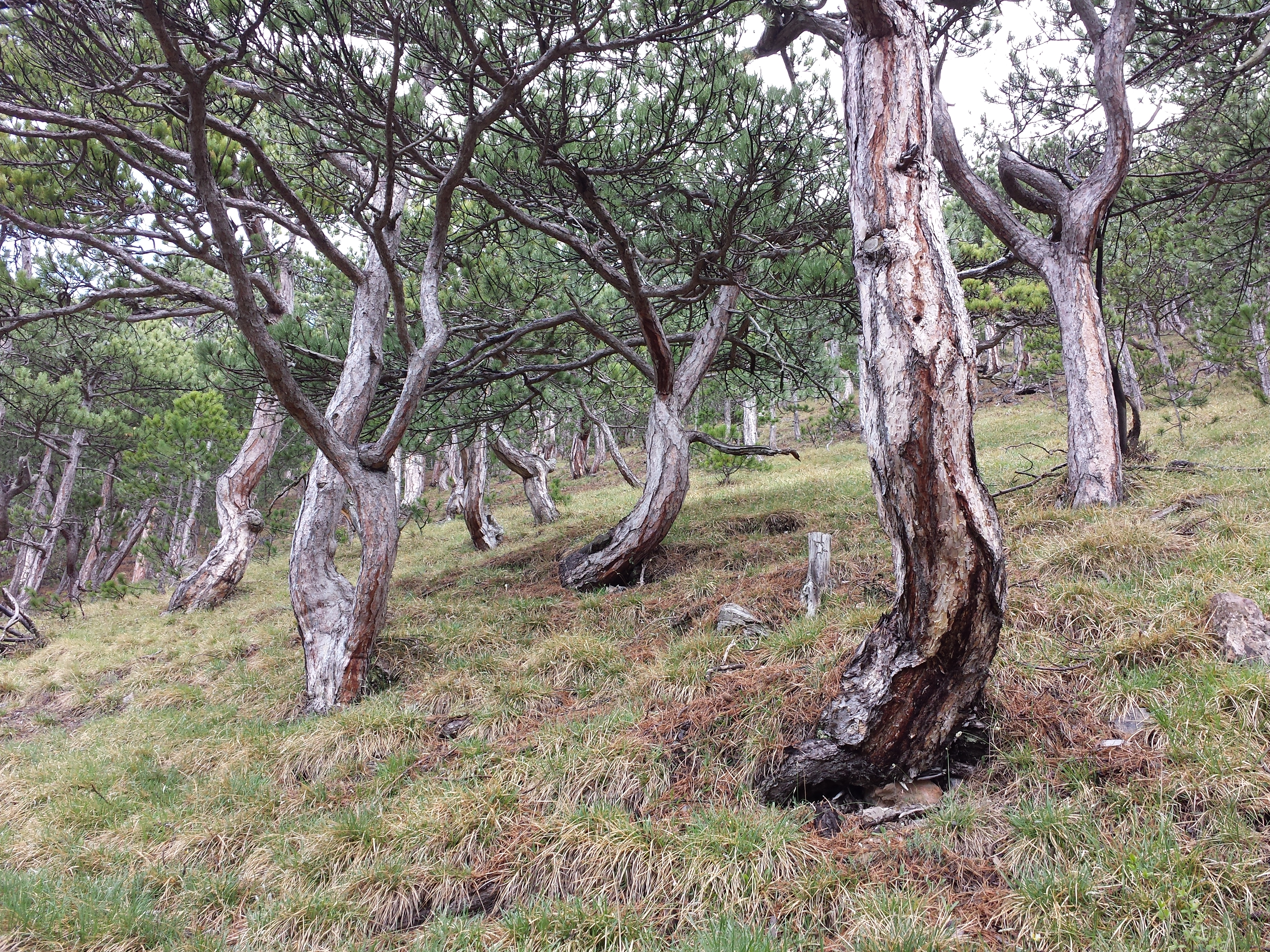
Am Westhang verbläst der Wind das Laub und erschwert die Bodenbildung. Auf den mageren Böden stocken genügsame Schwarz-Föhren (Pinus nigra subsp. nigra).
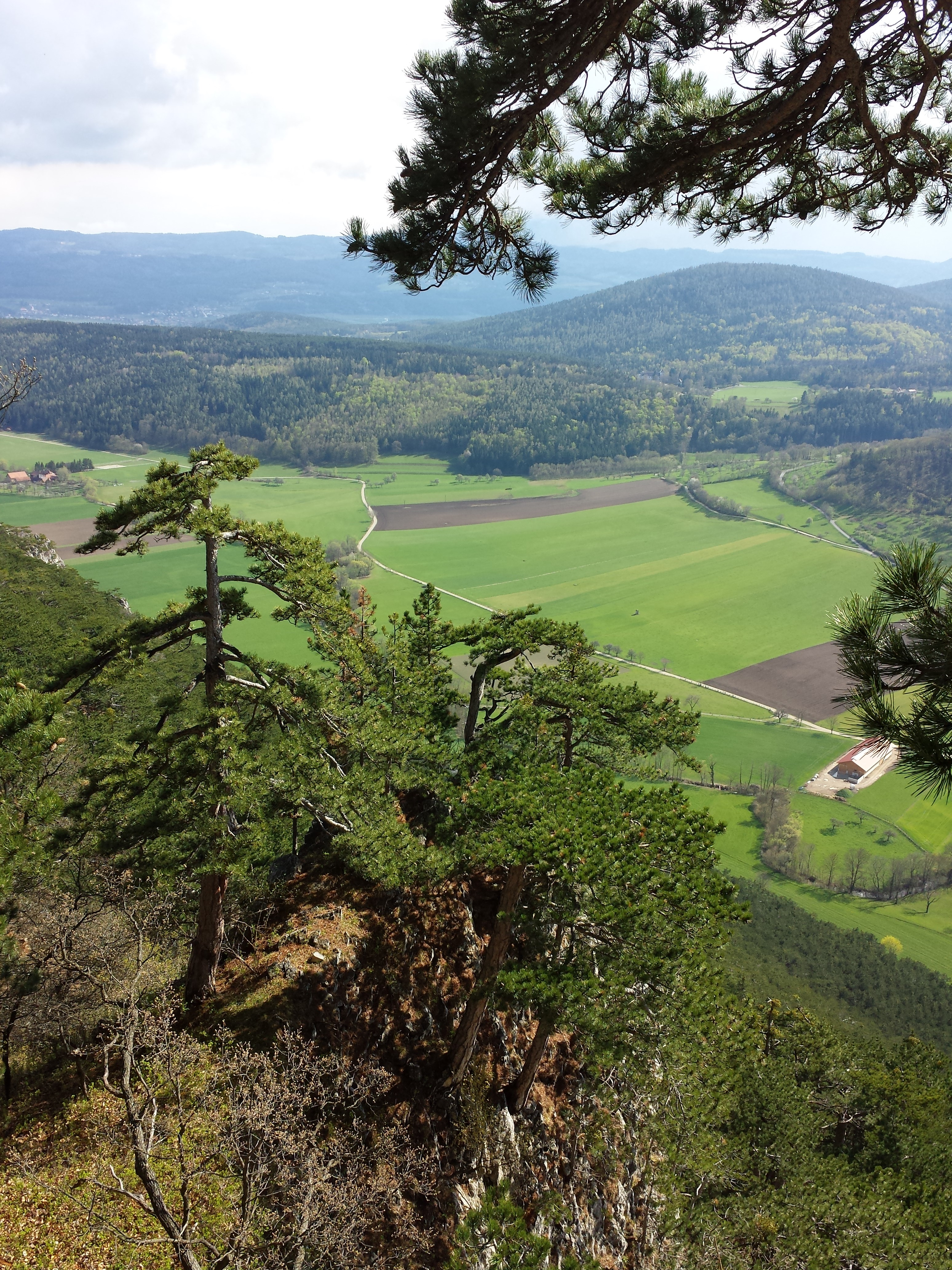
Blick ins Sierningtal. Die Schwarz-Föhren am Felsen zeigen die typische „Paraplui“-Form.
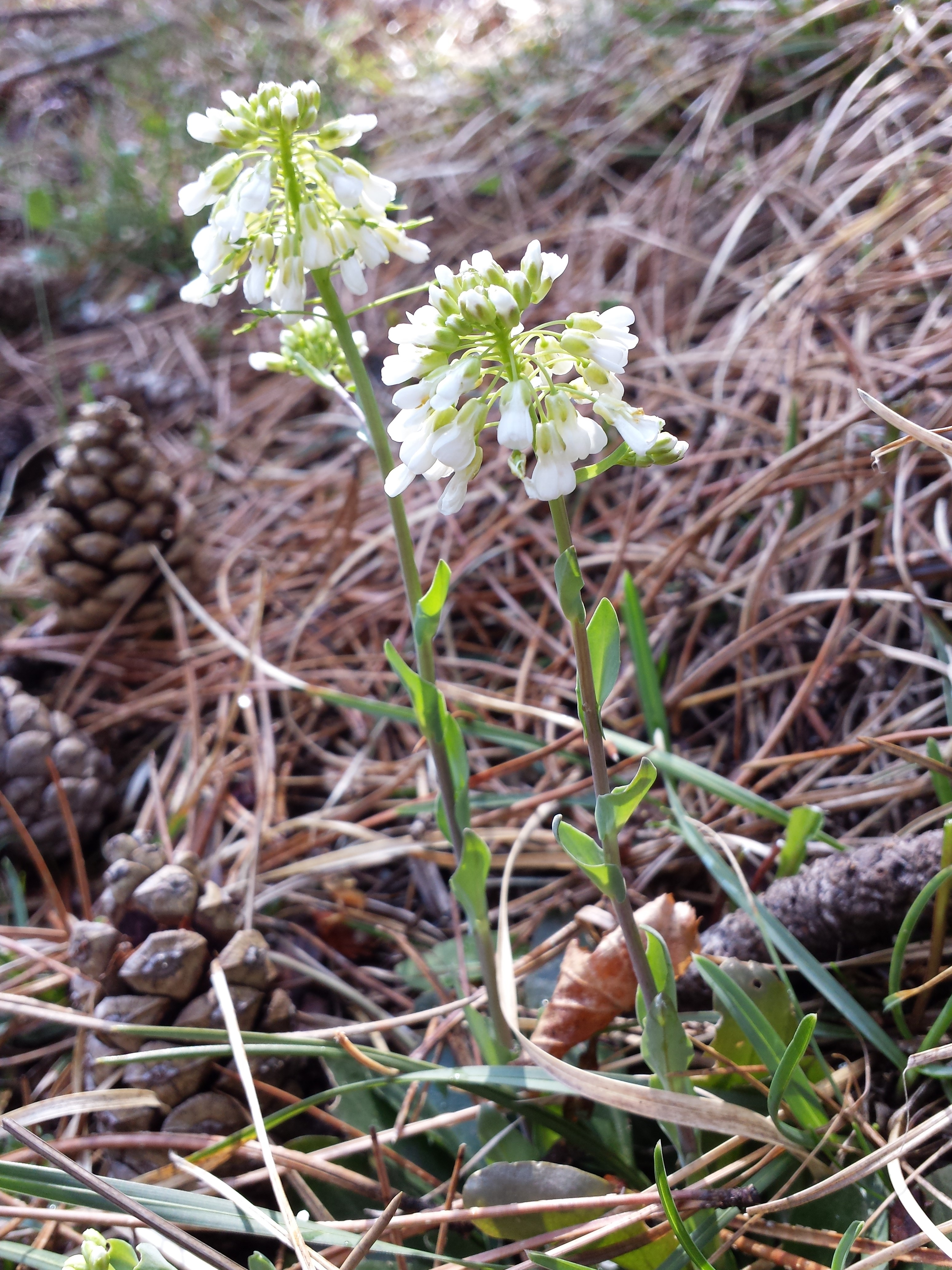
Das Gösing-Täschelkraut (Noccaea goesingensis) ist eine botanische Rarität und wurde nach dem Berg benannt.
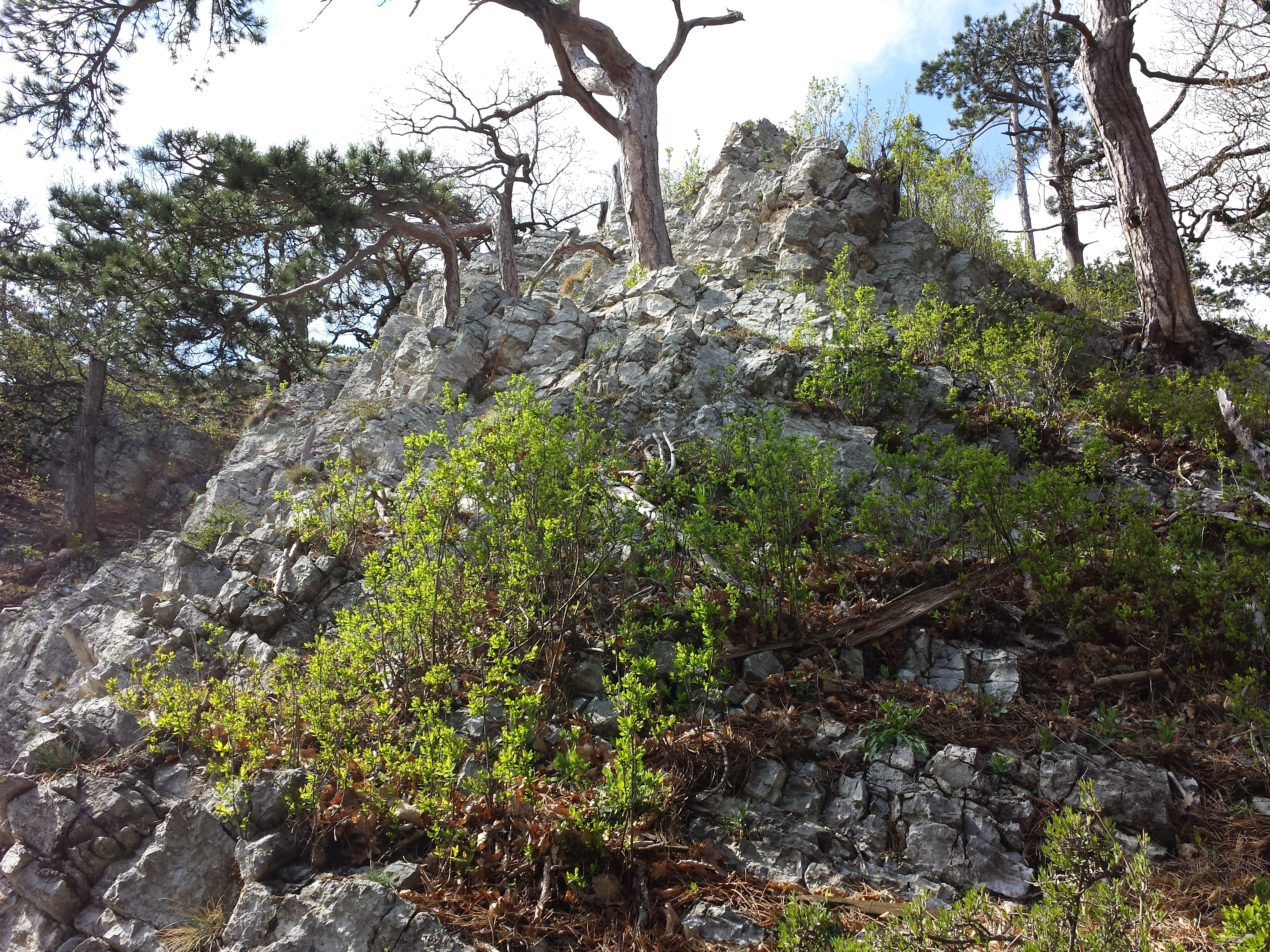
Karbonatfelsen am Westhang mit dem in Österreich seltenen Karpaten-Spierstrauch (Spiraea media).
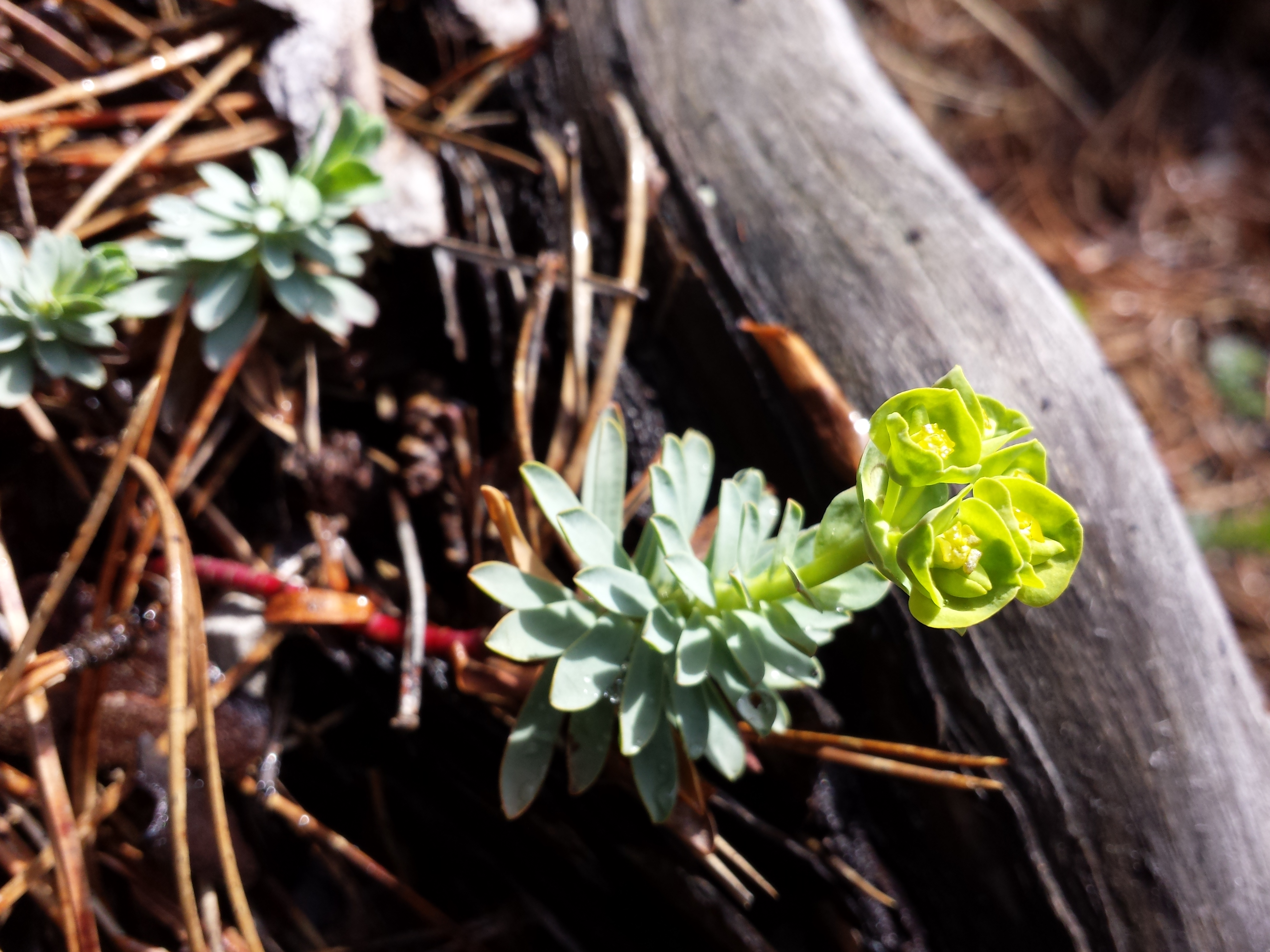
Die Felsen-Wolfsmilch (Euphorbia saxatilis) tritt in den Schwarzföhrenwäldern am Gösing auf und ist ein Endemit der nordöstlichsten Kalkalpen.
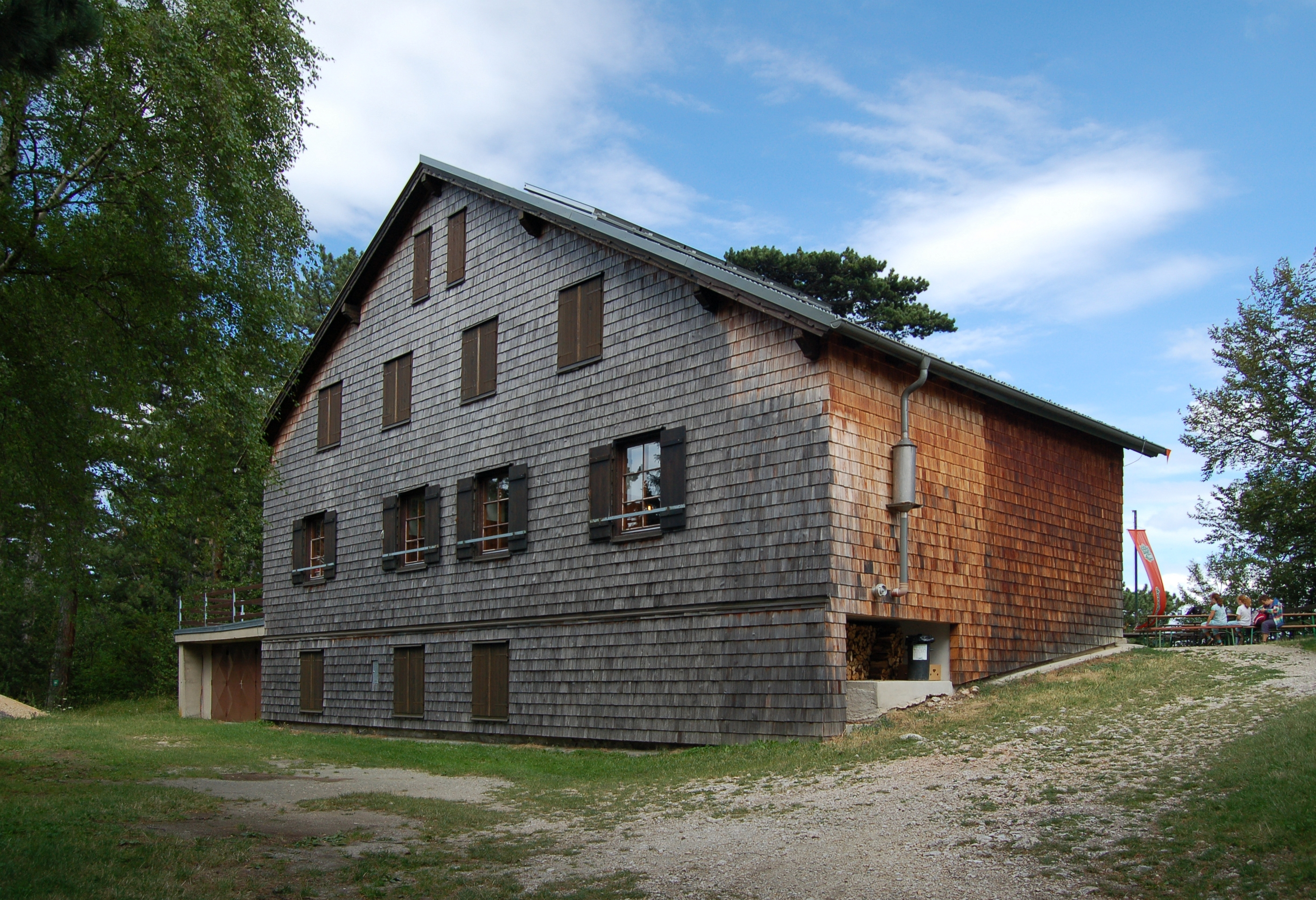
Das Neunkirchner Naturfreundehaus oberhalb von Flatz